# 賭場管理委員會
賭場管理委員會（日语：／ Kajino Kanri Iinkai */?），是日本的一個行政機構，於2020年（令和2年）1月7日成立，其設立宗旨為藉由適當的國家監督和控制，健全博弈事業之營運發展。此委員會是內閣總理大臣管轄下設立的合議制行政委員會，隸屬內閣府的外局，首長為委員長，另有委員四名。
此委員會設立之法源依據為2018年（平成30年）7月30日由參議院通過的《特定複合觀光設施區域整備法》（特定複合観光施設区域整備法）。

## 外部連結
- （日語）カジノ管理委員会 （页面存档备份，存于）